# 운남초등학교 (광주)
운남초등학교는 대한민국 광주광역시 광산구에 있는 공립 초등학교이다.

## 학교 연혁
- 1995. 04. 03 운남초등학교 설립 인가
- 1996. 09. 01 초대 이정수 교장 부임
- 1996. 10. 02 개교(18학급)
- 2016. 03. 01 제8대 배명희 교장 부임

## 참고 자료
- 운남초등학교 - 한국교육학술정보원 학교알리미